# David Jefferies
David Jefferies was een Brits motorcoureur. Hij was de zoon van motorcoureur Tony Jefferies en een neef van Nick Jefferies. Zoals veel Britse coureurs was Jefferies een liefhebber van stratencircuits zoals The Triangle in Noord-Ierland, het Circuito da Guia in Macau en vooral de Snaefell Mountain Course op het eiland Man. Daar kwam hij om het leven tijdens de trainingen voor de Isle of Man TT van 2003. 

## Jeugd
David Jefferies werd in 1972 geboren als zoon van Tony Jefferies, drievoudig winnaar van de Isle of Man TT. Zijn oom was Nick Jefferies die later 1 keer de Manx Grand Prix en 1 keer de Isle of Man TT zou winnen. Vader Tony beëindigde zijn carrière in 1973 na een ernstig race-ongeluk op Mallory Park, oom pas Nick in 2017 nadat hij vanaf 2014 vooral aan de "Classic races" had deelgenomen. Vader Tony bestierde de in 1917 opgerichte motorfietshandel van de familie Jefferies, die aanvankelijk in Shipley stond, maar die verhuisde naar Baildon. David bezocht de Salt Grammar School in Baildon. Op zijn zevende begon David met een 80cc-Yamaha met trialrijden en op zijn veertiende stapte hij over naar de motorcross maar na een ernstig ongeluk stopte hij daarmee.

## Racecarrière
In 1990, 18 jaar oud, begon David te racen met een Yamaha FZR 600. Hij startte in een groot scala van races. In 1993 werd hij 40e in het Wereldkampioenschap superbike, maar hij startte alleen op Brands Hatch en Donington Park. Hij startte ook in de laatste zes races van het wereldkampioenschap wegrace van 1993 met een Harris-Yamaha YZR 500 voor Peter Graves Racing, maar scoorde geen punten.
In 1995 nam hij aan vrijwel alle Superbike-races deel, maar hij werd slechts 32e in de eindstand. Hij was in de jaren daarvoor wel twee keer Brits Superstock 1000cc-kampioen geworden. 
In 1996 debuteerde hij in de TT van Man met als beste resultaat de 10e plaats in de Production TT. Toch zou de TT van Man zijn favoriete race worden. Hij werd in dat jaar ook kampioen in de British Powerbike Production-klasse en in de Triumph Speed Triple-series. 
In 1997 moest hij de TT overslaan wegens een blessure, in 1998 scoorde hij vierde plaatsen in de Production TT en in de Senior TT. 
In 1999 had hij een bijzonder goed jaar. Hij vormde het V&M-Yamaha-team samen met Ian Lougher. Jefferies won de Grand Prix van Macau, drie klassen in de North West 200, drie klassen in de Isle of Man TT en in de Junior 600 TT werd hij tweede achter Jim Moodie maar reed wel de snelste ronde. 
In 2000 won hij opnieuw drie klassen in de Isle of Man TT. In de Formula One TT vocht hij om de eerste plaats met Joey Dunlop, tot hij zijn motor opblies bij Ballig. In de Junior 600 TT verbeterde hij het racerecord met een halve minuut. In de Senior TT reed hij een nieuw ronderecord. Hij won ook het British Superstock Championship. 
In 2001 werd de Isle of Man TT afgelast vanwege de MKZ-crisis. 

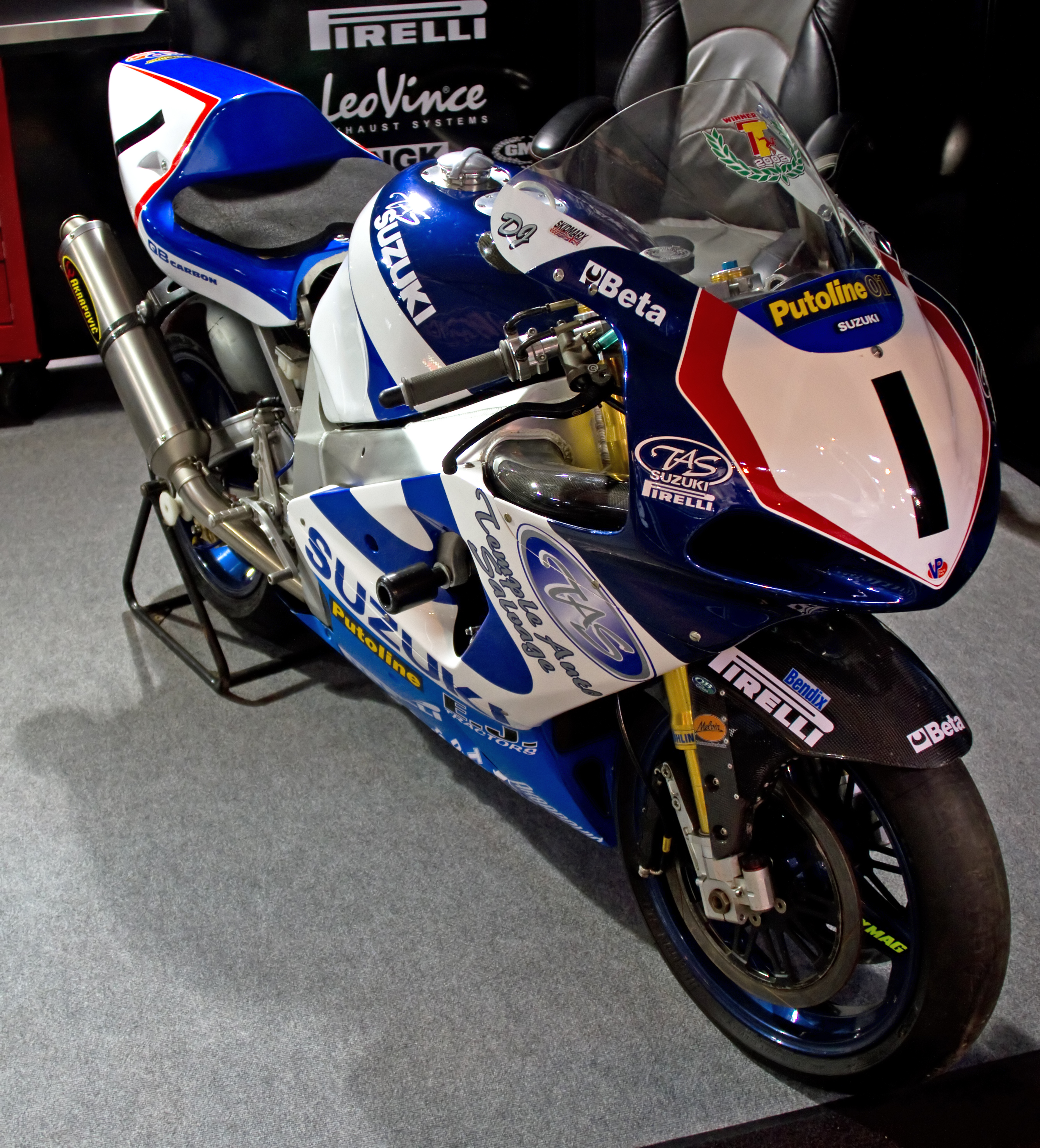
TAS-Suzuki GSX-R 1000 van David Jefferies uit 2002

In 2002 bleven Jefferies en Lougher teamgenoten, maar nu voor TAS-Suzuki, het min of meer officiële fabrieksteam voor de Brits/Ierse stratenraces. Hij startte nu in vijf klassen van de Isle of Man TT, waarvan hij er drie won. Daarmee evenaarde hij het record van Joey Dunlop, die ook drie "triples" (drie races in een week) op zijn naam had. In de Formula One TT verbeterde hij het elf jaar oude racerecord van Steve Hislop. Omdat Lougher de Production 600 TT won ging het TAS-team met vier overwinningen naar huis. David Jefferies won ook de Superbike-race van de North West 200. 

## Overlijden
David Jefferies was zich terdege bewust van de gevaren van de Snaefell Mountain Course. Hij zei daarover eens ''You have to be totally at ease with yourself, know exactly what you're doing, and accept that you might be going home in a box". Tijdens de trainingsweek voorafgaande aan de raceweek trainde hij met zijn TAS Racing Suzuki GSX-R 1000. Hij had net de snelste ronde van de hele week gereden toen hij de flauwe bocht bij Crosby naderde met een snelheid van ongeveer 260 km/uur. Even daarvoor had Daniel Jansen (coureu's machine olie gelekt. Adrian Archibald zag de olieplas en kon uitwijken, maar Jefferies, achter Archibald, zag de plas niet. Zijn achterwiel slipte weg en crashte tegen de muur van Woodlea Villas nummer 29 en was op slag dood. Zijn motorfiets stuiterde over de weg, nam puin van de muur mee en brak een telegraafpaal. Jim Moodie kon de ravage niet ontwijken en kwam ook ten val. Hij werd bijna gedood doordat een van de telegraaflijnen over zijn stroomlijnruit gleed en rond zijn hals kwam te zitten. Gelukkig brak de lijn en werd hij niet onthoofd. Moodie stopte daarna meteen met racen. John McGuiness die als eerst volgende rijder ter plaatse kwam omschreef de situatie als een "war zone". 
Later op de dag bracht de TT-organisatie een verklaring uit met de tekst: "Met spijt kondigen de organisatoren van de Isle of Man TT-races, de Auto-Cycle Union, aan dat David Jefferies uit Baildon in West Yorkshire, in de tweede ronde van de trainingssessie van vanmiddag verwondingen opliep die fataal bleken te zijn. De dertigjarige Jefferies was betrokken bij een ongeval in Crosby. De rode vlag werd getoond bij de Grandstand en alle rijders die hun eerste ronde beëindigden werden teruggevoerd naar het rennerskwartier. De rijders die al aan hun tweede ronde waren begonnen werden gestopt bij Glen Vine. Jefferies was de absolute ronderecordhouder van de TT en had in zijn eerste ronde van vandaag al een gemiddelde van 200 km/uur gereden op zijn Temple Auto Salvage Suzuki GSX-R 1000. De organisatoren hebben onmiddellijk een onderzoek ingesteld naar de details van het incident."
Dat onderzoek zou controversieel worden. De organisatie besliste dat de marshals hun taken op correcte manier hadden uitgevoerd, maar een aantal coureurs trok dat in twijfel en vond dat er niet genoeg gele vlaggen waren getoond en dat de manier van vlaggen de ernst van de situatie onvoldoende weergaf. 
Aan het einde van de TT-week werd een parade lap georganiseerd ter herdenking van David Jefferies. Duizenden motorfietsen vulden het 60km-lange circuit.
David Jefferies werd begraven op Charlestown Cemetery in Baildon.

## Isle of Man TT resultaten
| Jaar | Klasse                                         | Team   | Motorfiets                    | Plaats |                                              | Winnaar |
| ---- | ---------------------------------------------- | ------ | ----------------------------- | ------ | -------------------------------------------- | ------- |
| 1996 | Junior TT                                      | Privé  | Honda CBR 600                 | 16e    | Phillip McCallen, Honda CBR 600              |         |
| 1996 | Production TT                                  | Privé  | Honda CBR 900 RR Fireblade    | 10e    | Phillip McCallen, Honda CBR 900 RR Fireblade |         |
| 1996 | Senior TT                                      | Privé  | Honda RC 45                   | 16e    | Phillip McCallen, Honda RC 45                |         |
| 1998 | Formula One TT                                 | Privé  | Honda RC 45                   | 8e     | Ian Simpson, Honda Britain RC 45             |         |
| 1998 | Junior TT                                      | Privé  | Honda CBR 600                 | 8e     | Michael Rutter, Honda Britain CBR 600        |         |
| 1998 | Production TT                                  | Privé  | V&M-Yamaha YZF-R1             | 4e     | Jim Moodie, Sanyo-Honda CBR 900 RR Fireblade |         |
| 1998 | Senior TT                                      | Privé  | Allan Jefferies-Yamaha YZF-R1 | 4e     | Ian Simpson, Honda Britain RC 45             |         |
| 1999 | Formula One TT                                 | Privé  | V&M-Yamaha YZF-R1             | 1e     | David Jefferies, V&M-Yamaha YZF-R1           |         |
| 1999 | Junior 600 TT                                  | Privé  | V&M-Yamaha YZF-R6             | 2e     | Jim Moodie, Castrol-Honda CBR 600            |         |
| 1999 | Production TT                                  | Privé  | CMC-Yamaha YZF-R1             | 1e     | David Jefferies, CMC-Yamaha YZF-R1           |         |
| 1999 | Senior TT                                      | Privé  | V&M-Yamaha YZF-R1             | 1e     | David Jefferies, V&M-Yamaha YZF-R1           |         |
| 2000 | Formula One TT                                 | Privé  | V&M-Yamaha YZF-R1             | DNF    | Joey Dunlop, Honda VTR 1000 SP1              |         |
| 2000 | Junior 600 TT                                  | Privé  | V&M-Yamaha YZF-R6             | 1e     | David Jefferies, V&M-Yamaha YZF-R6           |         |
| 2000 | Production TT                                  | Privé  | CMC-Yamaha YZF-R1             | 1e     | David Jefferies, CMC-Yamaha YZF-R1           |         |
| 2000 | Senior TT                                      | Privé  | V&M-Yamaha YZF-R1             | 1e     | David Jefferies, V&M-Yamaha YZF-R1           |         |
| 2002 | Duke Formula One TT                            | Suzuki | TAS-Suzuki GSX-R 1000         | 1e     | David Jefferies, TAS-Suzuki GSX-R 1000       |         |
| 2002 | Scottish Life International Production 1000 TT | Suzuki | TAS-Suzuki GSX-R 1000         | 1e     | David Jefferies, TAS-Suzuki GSX-R 1000       |         |
| 2002 | IOMSPC Junior 600/250 cc TT                    | Suzuki | TAS-Suzuki GSX-R 600 R        | DNF    | Jim Moodie, V&M-Yamaha YZF-R6                |         |
| 2002 | Production 600 TT                              | Suzuki | TAS-Suzuki GSX-R 600 R        | 7e     | Ian Lougher, TAS-Suzuki GSX-R 600 R          |         |
| 2002 | Standard Bank Offshore Senior TT               | Suzuki | TAS-Suzuki GSX-R 1000         | 1e     | David Jefferies, TAS-Suzuki GSX-R 1000       |         |